# Мадам Бътерфлай
„Мадам Бътерфлай“ (на италиански: Madama Butterfly), известна и като „Чо-Чо-сан“, е трагическа опера на италианския композитор Джакомо Пучини. Либретото е на Луиджи Илика (1859 – 1919) и Джузепе Джакоза (1847 – 1906) по драмата на Дейвид Беласко „Мадам Бътерфлай“. Нейната литературна основа е едноименната новела на Джон Лутър Лонг.
Пучини създава няколко версии на операта. Първоначалната е в две действия и нейната световна премиера на 17 февруари 1904 г. в Ла Скала претърпява неуспех. Композиторът и либретистите преработват операта, при което твърде продължителното второ действие се разделя на две части. Този вариант се представя за първи път на 28 май 1904 в Бреша и има голям успех. През 1906 г. в операта отново се внасят промени, последните поправки се правят през 1907 г. Окончателната версия на „Мадам Бътерфлай“ се състои от три действия, тя се приема като „стандартна“ и се поставя най-често.

## История
През лятото на 1900 г. Пучини е в Лондон за премиерата на своята опера „Тоска“. Там на 21 юни посещава едноактната пиеса „Мадам Бътерфлай“ на американския драматург и театрален продуцент Дейвид Беласко (David Belasco). В основата на пиесата е едноименната новела на Джон Лутър Лонг (John Luther Long). Композиторът харесва драматичната и екзотична тема и след известно време моли своя издател Джулио Рикорди да осигури правата за създаване на опера. Либретото за нея е поръчано на Луиджи Илика и Джузепе Джакоза, които имат опит в сътрудничеството си с Пучини за предишните му няколко опери. Работата започва в началото на 1901 г. – Пучини изучава японска музика с помощта на съпругата на японския посланик в Италия Илика. Както и при другите си опери Пучини има напрегнати отношения с либретистите - той затруднява тяхната работа с честите си намеси и внасянето на промени във вече готов текст. Така той изцяло премахва едно действие, което се развива в американското консулство.
Първите музикални чернови се появяват още през 1901 г. Към края на 1902 г. голяма част от музиката на операта е готова, но на 25 февруари 1903 г. Пучини преживява тежка автомобилна катастрофа. Лечението му продължава няколко месеца, намесват се и семейни проблеми, налага се отлагане на премиерата.
Първото представление на „Мадам Бътерфлай“ е на 17 февруари 1904 г. в Ла Скала. Тази премиера претърпява катастрофален провал. Въпреки големите очаквания на Пучини и неговата убеденост в успеха на операта, публиката не харесва нито музиката, нито сюжета, нито изпълнителите и реагира бурно с викове, освиркване и подигравки. Оценките в пресата са малко по-вежливи. Потиснат от случилото се, Пучини се оттегля от операта. Той отменя второто запланувано представление в Ла Скала, Рикорди заплаща неустойката. Има предположение, че провалът на операта е бил организиран от завистливите съперници на композитора, подобно на случая с операта на Росини „Севилският бръснар“. Рикорди е убеден, че фиаското е подготвено, тъй като публиката започва да вика и шуми от самото начало на представлението. Вероятно Пучини също е имал такива подозрения. Независимо от това, заедно с либретистите той преработва операта, като внася  промени в либретото и персонажите и разделя твърде дългото второ действие на две части. На 28 май 1904 в Бреша, три месеца след провала в Ла Скала, Пучини представя новата версия на своята операта и преживява триумфален успех. През 1905 и 1906 г. композиторът отново се връща към „Мадам Бътерфлай“ и прави корекции. Окончателният вариант на операта се публикува от издателството на Рикорди през 1907 г. Той се оценява като „стандартна“ версия на операта и се използва при повечето постановки. Освен рядко изпълняваната първоначална двуактна версия на операта другите нейни варианти са в три действия или в две действия и две сцени.

### Премиерни постановки
След премиерата на ревизираната версия на Мадам Бътерфлай в Бреша операта се представя на световните сцени с неизменен успех.
- 17 февруари 1904 г. в Ла Скала, Милано, двуактна версия, диригент Клеофонте Кампанини (Cleofonte Campanini), в ролята на Чо-Чо-Сан италианското сопрано Розина Сторкио (Rosina Storchio). Пучини присъства.
- 28 май 1904, Teatro Grande, Бреша, версията е с разделено на две части второ действие, диригент е Клеофонте Кампанини, в ролята на Чо-Чо-Сан украинската певица Соломия Крушелницка. Пучини присъства.
- 2 юли 1904 г., Teatro de la Opera, Буенос Айрес, диригент Артуро Тосканини, в ролята на Чо-Чо-Сан Розина Сторкио.
- 19 декември 1904 г., Teatro Zizinia, Александрия, в ролята на Чо-Чо-Сан Анжелика Пандолфини (Angelica Pandolfini).
- 10 юли 1905, Кралска опера, Лондон, диригент Клеофонте Кампанини, в ролята на Чо-Чо-Сан Еми Дестин (Emmy Destinn), Пинкертон – Енрико Карузо.
- 28 декември 1906 г., Париж, Опера Комик (Opéra-Comique), диригент Франсоа Рулман (François Rühlmann), в ролята на Чо-Чо-Сан Маргерит Каре Жиро (Marguerite Carré Giraud). Пучини присъства.
- 11 февруари 1907 г., Метрополитън Опера, Ню Йорк, диригент Артуро Виня (Arturo Vigna), в ролята на Чо-Чо-Сан Жералдин Фарар (Geraldine Farrar), Пинкертон – Енрико Карузо. Пучини присъства.
- 4 януари 1913 г., Мариински театър, Санкт Петербург, на руски език.[9]

В България „Мадам Бътерфлай“ се изнася за първи път в София през 1924 г. Диригент е Мойсей Златин, режисьор Николай Веков

### Действащи лица
| Роля                                                  | Партия        |
| ----------------------------------------------------- | ------------- |
| Мадам Бътерфлай (Чо-Чо-сан), гейша                    | сопран        |
| Сузуки, прислужница                                   | мецосопран    |
| Бенджамин Франклин Пинкертон, лейтенант от ВМС на САЩ | тенор         |
| Шарплес, консул на САЩ в Нагазаки                     | баритон       |
| Горо, посредник                                       | тенор         |
| Ямадори, принц                                        | тенор баритон |
| Бонзо („монах“ на японски), чичо на Чо-Чо-сан         | бас           |
| Якусиде, „чичо на Чо-Чо-сан“                          | бас           |
| Имперски комисар                                      | бас           |
| официален регистратор                                 | бас           |
| Майката на Чо-Чо-сан                                  | мецосопран    |
| Леля                                                  | сопран        |
| Братовчедка                                           | сопран        |
| Кейт Пинкертон, съпруга на Пинкертон                  | мецосопран    |
| Долоре („Болка”), син на Чо-Чо-сан                    | (без пеене)   |
| Роднини, приятели и др.                               |               |

### Сюжет
Действието се развива в японския град Нагасаки в края на XIX век.

#### Първо действие
Японска къща на хълм край Нагасаки. Горо го показва на американския лейтенант от морския флот Пинкертон, който смята да живее тук с младата гейша Чо-Чо-сан: техният брак по японски ритуал трябва скоро да се състои. Появява се американският консул Шарплес, на когото Пинкертон излага своите лекомислени възгледи за живота, включително за брака с японка, който ще му отвори възможност да се ожени и за американка.
Но ето отдалеч се раздават гласовете на Чо-Чо-сан и нейните приятелки. Чо-Чо-сан, наричана Бътерфлай, разказва за своя живот: нейният баща е бил знатен самурай, но бедността е заставила девойката да стане гейша. Тя е готова да се отрече от своята религия, ако поиска това Пинкертон. Когато брачната церемония завършва, започва  пир, който е прекъснат от идването на разгневения чичо на Бътерфлай – бонзо (монах). Той е узнал за намеренията на племенницата си да приеме християнството и я проклина заедно с другите роднини. Пинкертон прогонва всички и отвежда жена си в къщата.

#### Второ действие

##### Първа част
Изминали са 3 г. Бътерфлай в къщата очаква завръщането на Пинкертон и убеждава прислужницата Сузуки, че той скоро ще се върне. Влизат Шарплес и Горо: консулът държи писмо, в което Пинкертон го моли да съобщи на Бътерфлай, че се е оженил за американка. Шарплес не се решава да каже за това на младата жена. Съветва я да се съгласи да приеме предложението за брак на принц Ямадори. Бътерфлай им показва своя малък син, който чака баща си. Дочува се оръдеен изстрел, възвестяващ, че в пристанището е пристигнал американски кораб. Бътерфлай, обхваната от радост, украсява дома с цветя и чака Пинкертон. Настъпва нощта. Сузуки заспива край детето, Бътерфлай бодърства.

##### Втора част
Съмва се. Бътерфлай, уморена от безсънната нощ, ляга да си почине. В този момент идват Пинкертон, жена му Кейт и консулът. Лейтенантът се надява, че неговата бивша възлюблена ще му даде детето. Узнавайки от Сузуки как тя го е чакала, не може да сдържи вълнението си. По лицето на Кейт и от думите на консула Бътерфлай се досеща за всичко. Обещава да даде сина само на баща му след половин час. Когато всички излизат, тя затваря стаята и се готви за смърт. Сузуки вкарва в стаята момчето, надявайки се да откаже майката от ужасното й намерение. Младата жена нежно се прощава със сина си, дава му играчки и зад паравана си нанася удар с нож. Остават й още сили да се върне към детето и за последен път да го прегърне. Гласът на Пинкертон я вика, лейтенантът и консулът влизат в стаята. Чо-Чо-сан, умирайки, със слаб жест му показва сина.

## Музика
Подобно на другите опери на Пучини музиката на „Мадам Бътерфлай“ демонстрира великолепна оркестрация. Композиторът създава подходяща музикална атмосфера за всяка сцена на операта, съчетавайки характерния си усет към театралното действие с дарбата да съчинява достъпни и разпознаваеми мелодии. Екзотичността на средата, в която се развива драмата, се предава с включването в музикалната тъкан на известни японски мелодии. За някои сцени оркестровото изпълнение е редуцирано до инструменти, създаващи ефекта на японската музика – флейта, пиколо, арфа и глокеншпиел, за други се използват автентични японски инструменти.
От ариите на операта най-популярни са Un bel di vedremo на Чо-Чо-Сан (второ действие) и Addio fiorito asil на Пинкертон (финална част).

### Музикални номера
В таблиците са дадени популярните арии и дуети от операта.
| Пинкертон/Шарплес/Горо | Dovunque al mondo lo Yankee      |
| Пинкертон/Шарплес      | Amore o grillo                   |
| Горо                   | Ancora un passo or via           |
| Пинкертон/Чо-Чо-Сан    | Viene la sera                    |
| Чо-Чо-Сан/Пинкертон    | Bimba dagli occhi pieni di malia |
| Пинкертон/Чо-Чо-Сан    | Stolta paura                     |
| Пинкертон/Чо-Чо-Сан    | Vogliatemi bene                  |
| Пинкертон/Чо-Чо-Сан    | Dolce notte! Quante stelle       |

| Чо-Чо-Сан        | Un bel di vedremo                |
| Чо-Чо-Сан        | Chiamera Butterfly dalla lontana |
| Чо-Чо-Сан        | Che tua madre dovra prenderti    |
| Чо-Чо-Сан/Сузуки | Tutti i fior?                    |
| Чо-Чо-Сан/Сузуки | Scuoti quella fronda di ciliegio |

| Чо-Чо-Сан                | Chi sara chi sara?         |
| Шарплес/Сузуки/Пинкертон | Io so che alle sue pene    |
| Пинкертон                | Addio fiorito asil         |
| Чо-Чо-Сан                | Con onor muore chi non puo |

### Оркестрация
Оркестърът се състои от следните инструменти:
- Дървени духови – три флейти, два обоя, английски рог, два кларинета, баскларинет, два фагота
- Медни духови – четири валдхорни, три тромпета, три тромбона, бастромбон
- Ударни – голям барабан, малък барабан, чинели, триангел, японски там-там, глокеншпил, японски глокеншпил (или вибрафон), камбани
- Лъкови струнни
- Арфа
- Зад сцена – камбанки, оркестрови камбани, японски камбани, там-там, свирка, голям там-там, виола д`аморе